# آرتور فادن
آرتور فادن (۳ آوریل ۱۸۹۴ – ۲۱ آوریل ۱۹۷۳) سیاستمدار استرالیایی و سیزدهمین نخست وزیر استرالیا از ۲۹ آگوست سال ۱۹۴۱ تا ۷ اکتبر همان سال بود.